# Jaroslav Otevřel
Jaroslav Otevřel, češki hokejist, * 16. september 1968, Uherský Brod, Češka.
Otevřel je v češkoslovaški ligi igral za kluba HK Dukla Trenčín in HC Zlín. Leta 1991 je bil kot 133. izbran na NHL naboru s strani kluba San Jose Sharks, za katerega je v ligi NHL odigral dve sezoni. v sezoni 1994/95 je prestopil v klub Ässät Pori v finski ligi, kjer je v naslednji sezoni 1995/96 na prvenstveni tekmi proti klubu JYP Jyväskylä ob hudi poškodbi ostal paraliziran. 
V klubu Ässät Pori so upokojili njegov dres s številko 89, ki pa na njegovo željo ne visi pod stropom dvorane ob ostalih upokojenih dresih.

## Statistika kariere
Odebeljeno - reprezentančni nastopi, glej tudi Statistika pri hokeju na ledu.
| Moštvo             | Liga               | Sezona |    | Redni del | Redni del | Redni del | Redni del | Redni del | Redni del |   | Končnica | Končnica | Končnica | Končnica | Končnica | Končnica |
| ------------------ | ------------------ | ------ | -- | --------- | --------- | --------- | --------- | --------- | --------- | - | -------- | -------- | -------- | -------- | -------- | -------- |
| Moštvo             | Liga               | Sezona | OT | G         | P         | T         | +/-       | KM        | OT        | G | P        | T        | +/-      | KM       |          |          |
| HK Dukla Trenčín   | Češkoslovaška liga | 89/90  |    | 43        | 7         | 10        | 17        |           |           |   |          |          |          |          |          |          |
| HC Zlín            | Češkoslovaška liga | 90/91  |    | 49        | 24        | 26        | 50        |           |           |   |          |          |          |          |          |          |
| HC Zlín            | Češkoslovaška liga | 91/92  |    | 36        | 13        | 10        | 23        |           |           |   | 4        | 0        | 3        | 3        |          |          |
| San Jose Sharks    | NHL                | 92/93  |    | 7         | 0         | 2         | 2         |           | 0         |   |          |          |          |          |          |          |
| Kansas City Blades | IHL                | 92/93  |    | 62        | 17        | 27        | 44        |           | 58        |   |          |          |          |          |          |          |
| San Jose Sharks    | NHL                | 93/94  |    | 9         | 3         | 2         | 5         |           | 2         |   |          |          |          |          |          |          |
| Kansas City Blades | IHL                | 93/94  |    | 62        | 20        | 33        | 53        |           | 46        |   |          |          |          |          |          |          |
| Ässät Pori         | Finska liga        | 94/95  |    | 50        | 13        | 18        | 31        |           | 26        |   | 7        | 1        | 4        | 5        | -1       | 2        |
| Ässät Pori         | Finska liga        | 95/96  |    | 43        | 10        | 26        | 36        | +13       | 44        |   |          |          |          |          |          |          |
| Skupaj             |                    |        |    | 361       | 107       | 154       | 261       | +13       | 176       |   | 11       | 1        | 7        | 8        | -1       | 2        |